# Agnès Spaak
Agnès Spaak, Pseudonym Anna Malsson (* 29. April 1944 in Boulogne-Billancourt, Frankreich), ist eine belgisch-französische Schauspielerin und Fotografin.

## Leben
Spaak ist eine Tochter des Drehbuchautors Charles Spaak und Nichte der Widerstandskämpferin Suzanne Spaak und des Politikers Paul-Henri Spaak. Ihre Schwester ist die Schauspielerin Catherine Spaak, der sie zu Beginn ihrer Karriere nach Rom folgte.
Neben ihrer Tätigkeit als Schauspielerin arbeitete sie als Filmfotografin für Produktionsfirmen wie Twentieth Century Fox und Titanus. 1975 zog sie nach Mailand, wo sie noch heute lebt. Seit 1975 arbeitet sie vorwiegend für Modefotofirmen wie Edilio Rusconi’s Publishing Company, für den sie viele Jahre tätig war. Danach wechselte sie zur Hachette Publishing Group.

## Filmografie (Auswahl)
- 1961: Douce violence
- 1962: Los atracadores
- 1964: Les combinards
- 1964: Die Geliebten des Dr. Jekyll (El secreto del Dr. Orloff)
- 1965: Junge Haut (Un amore)
- 1965: Der unheimliche Mörder (Sursis pour un espion)
- 1965: La ragazzola
- 1965: Te lo leggo negli occhi
- 1966: Gern hab ich die Frauen gekillt (Spie contro il mondo)
- 1966: Baraka, Agent X 13 (Baraka sur X 13)
- 1967: Stirb oder töte (Killer calibro 32)
- 1968: Bleigericht (Dio li crea… io li ammazzo!)
- 1968: Lieber eine junge Witwe (Meglio vedova)
- 1968: Pagò cara su muerte
- 1969: Die Rechnung zahlt der Bounty-Killer (La morte sull'alta collina)
- 1970: Hey Amigo … Ruhe in Frieden! (Ehi amigo, sei morto!)
- 1971: Grüße von der Cosa Nostra (Cose di Cosa Nostra)